# Palazzo Pascolutti Giani
Palazzo Pascolutti Giani è un edificio di Firenze, situato in via Pietrapiana 18, con affaccio anche in via di Mezzo 13.

## Storia e descrizione

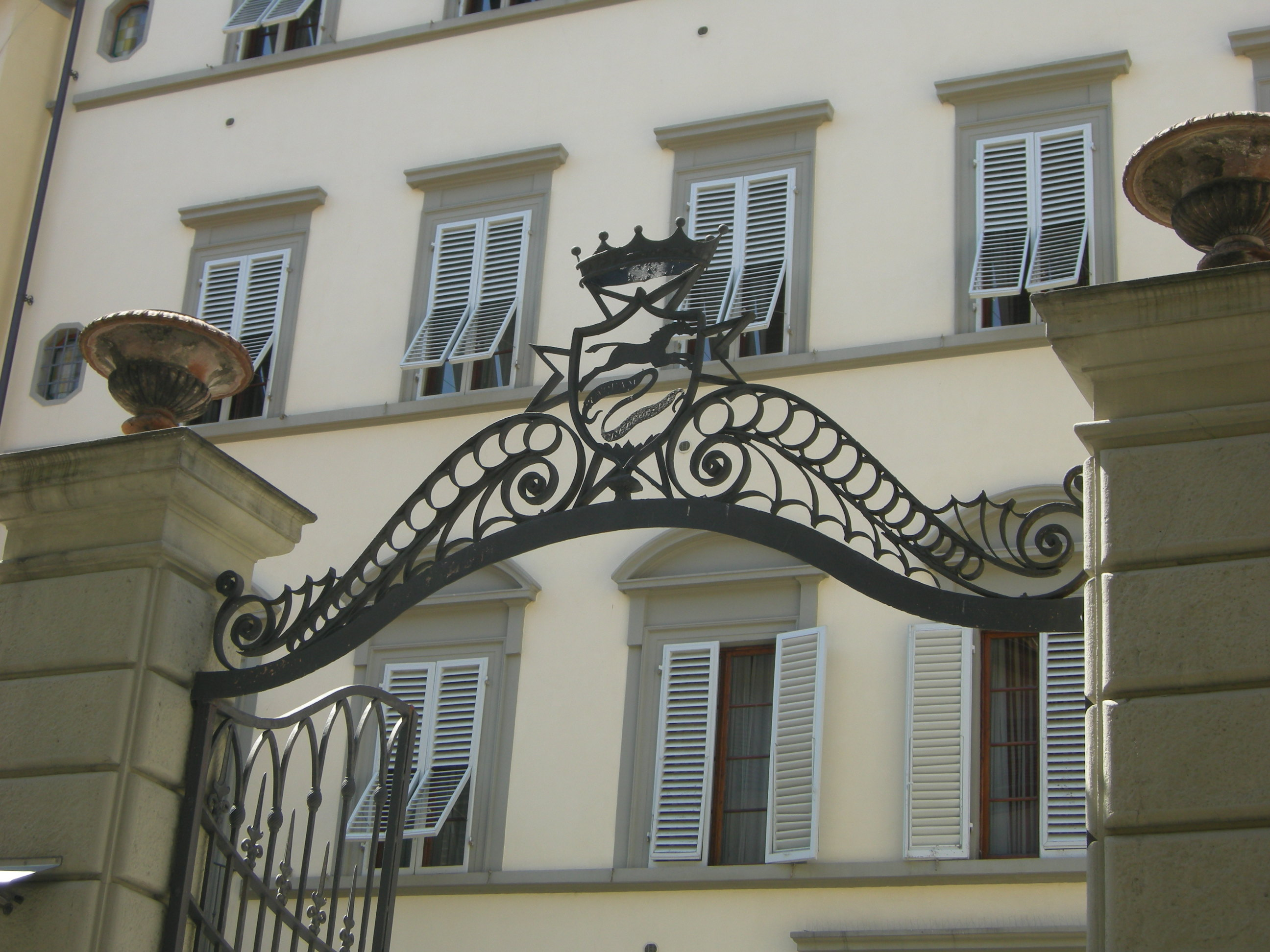
Stemma e motto sulla cancellata posteriore

L'edificio, sviluppato per quattro piani e organizzato su sei assi, presenta caratteri che rimandano a modelli cinquecenteschi, con un'ampia facciata che attualmente guarda alla loggia del Pesce di piazza dei Ciompi.
Molto probabilmente fu sede dell'Accademia dei Risoluti, promotori del teatro chiamato poi col nome dell'Alfieri: lo testimonierebbe, tra l'altro, il cavallo sagomato sul cancello dell'androne, in riferimento agli accademici che avevano come impresa un cavallo sfrenato. La facciata principale appare nei termini di una corretta e alquanto fredda ricostruzione in stile neorinascimentale.
Sul retro si apre un ampio piazzale di pertinenza con un cancello su cui si trova l'impresa dell'Accademia col cavallo accompagnata dal motto: "Valoroso destrier passa e non cura".
Il complesso è stato interessato da un cantiere di restauro e di adeguamento a funzioni ricettive tra il 1997 e il 2005.